# Megara (groupe)
Pour les articles homonymes, voir Mégara.
Megara est un groupe de rock et de metal alternatif actif depuis 2015. En 2024, il est sélectionné pour représenter Saint-Marin au Concours Eurovision de la chanson 2024 avec sa chanson 11:11.

## Histoire

### Création
Le groupe a été formé à Madrid en 2015 par le guitariste Rober et la chanteuse Kenzy.

### Premiers succès et premier album
En 2015, le groupe sort son premier EP Muérase quien pueda. En 2016, il publie Siete, son premier album studio. Après la publication de son deuxième album studio Aquí estamos todos locos en 2018, le groupe commence à gagner en popularité, faisant ses premières apparitions au Download Festival et au Resurrection Fest en 2019,.

### Benidorm Fest 2023
En 2023, le groupe participe au Benidorm Fest 2023, la présélection espagnole pour le Concours Eurovision de la chanson 2023, avec la chanson  Arcadia. Il termine à la quatrième place de la première demi-finale le 31 janvier 2023, se qualifiant ainsi pour la finale, où ils terminent à la quatrième place au classement général. La même année, ils annoncent qu'ils assureront la première partie de l'étape espagnole de la tournée mondiale de Babymetal.

### Eurovision 2024
En 2024, le groupe participe à la présélection de Saint-Marin, Una Voce per San Marino 2024  avec la chanson 11:11. À l'origine, la chanson devait concourir au Benidorm Fest 2024, mais n'a pas été sélectionnée par le radiodiffuseur RTVE. Pour se conformer au règlement de la sélection, des couplets en italien ont été ajoutés. Il participe à la deuxième demi-finale et, après s'être qualifié pour le repêchage du 23 février 2024, il accède à la finale. Il est ensuite déclaré vainqueur de la sélection par un jury professionnel composé de cinq membres, et est donc sélectionné pour représenter Saint-Marin au Concours Eurovision de la chanson 2024. Le groupe se produit lors de la deuxième demi-finale du 9 mai, mais n'est pas qualifié pour la finale.